# 2015년 하르키우 폭탄 테러
2015년 하르키우 폭탄 테러 또는 하르키우 화합 행진 폭탄 테러(우크라이나어: Теракт під час Маршу єдності в Харкові)는 2015년 2월 22일 우크라이나 하르키우주 하르키우에서 우크라이나 국가 화합 행진 도중 발생한 폭탄 테러이다. 이 폭탄 테러로 경찰관 1명을 포함한 3명이 사망하고 10명이 부상을 입었다. 2월 25일에는 사망자가 4명으로 증가했다.
보안군은 폭탄 테러 혐의로 용의자 4명을 체포했다. 우크라이나의 대통령 페트로 포로셴코는 페이스북에서 이 폭탄 테러의 범인을 비판했다. 친러 운동가들은 이 테러를 "위장공격"이라고 비판했다. 이후 우크라이나군이 대테러 작전을 수행하였다. 2월 23일에는 테러 애도의 날을 선포했다.
블룸버그에서는 폭탄 테러로 인해 우크라이나의 화폐인 우크라이나 흐리우냐의 가치가 떨어졌다고 발표했다.

## 같이 보기
- 2006년 하르키우 슈퍼마켓 폭탄 테러
- 부하스 버스 공격
- 도네츠크 버스 포격 사건